# Psicrolútids

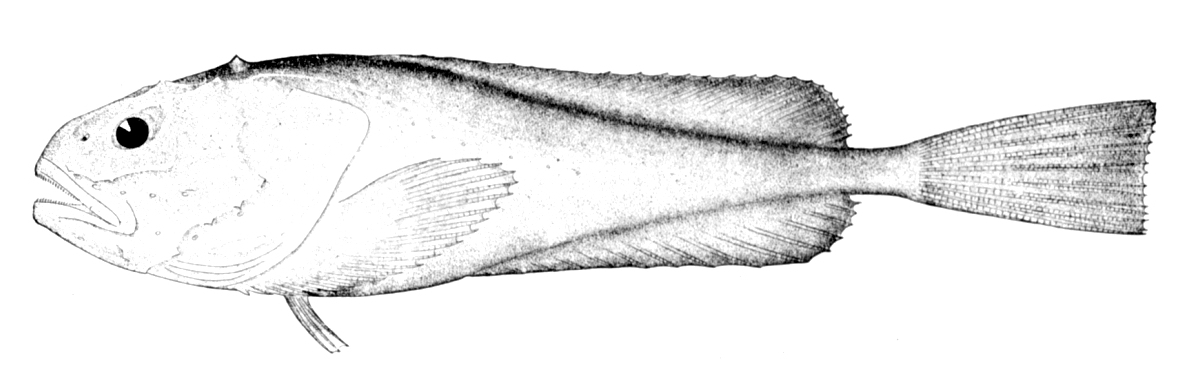
Cottunculus thomsonii

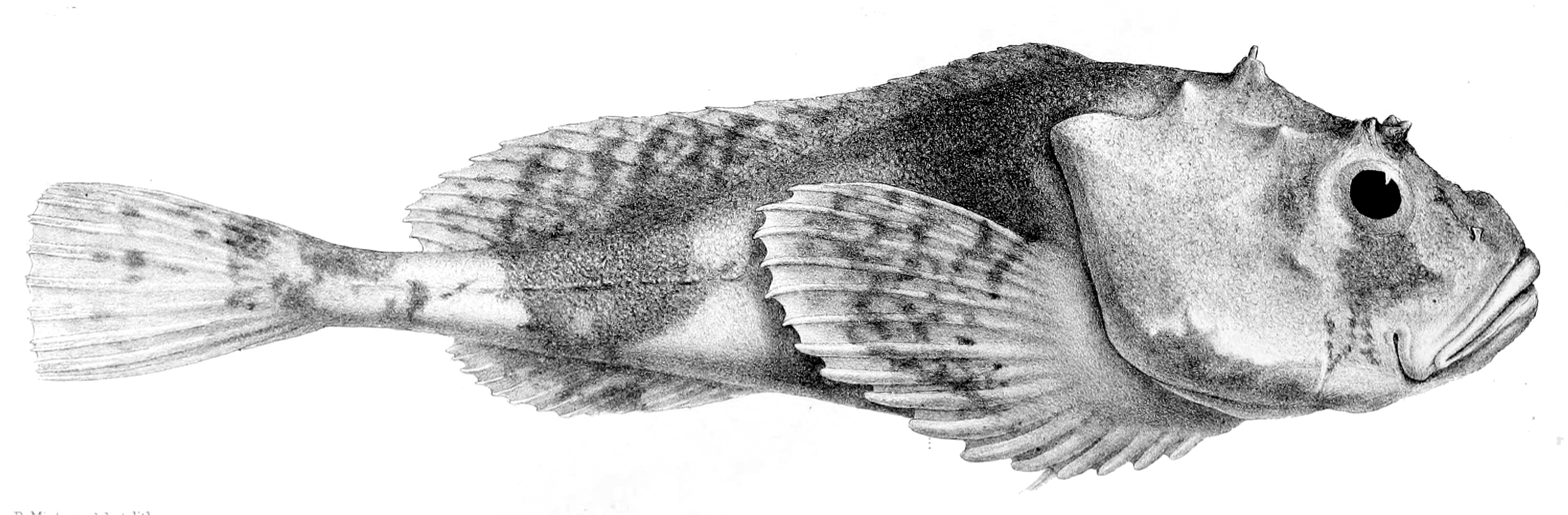
Cottunculus microps

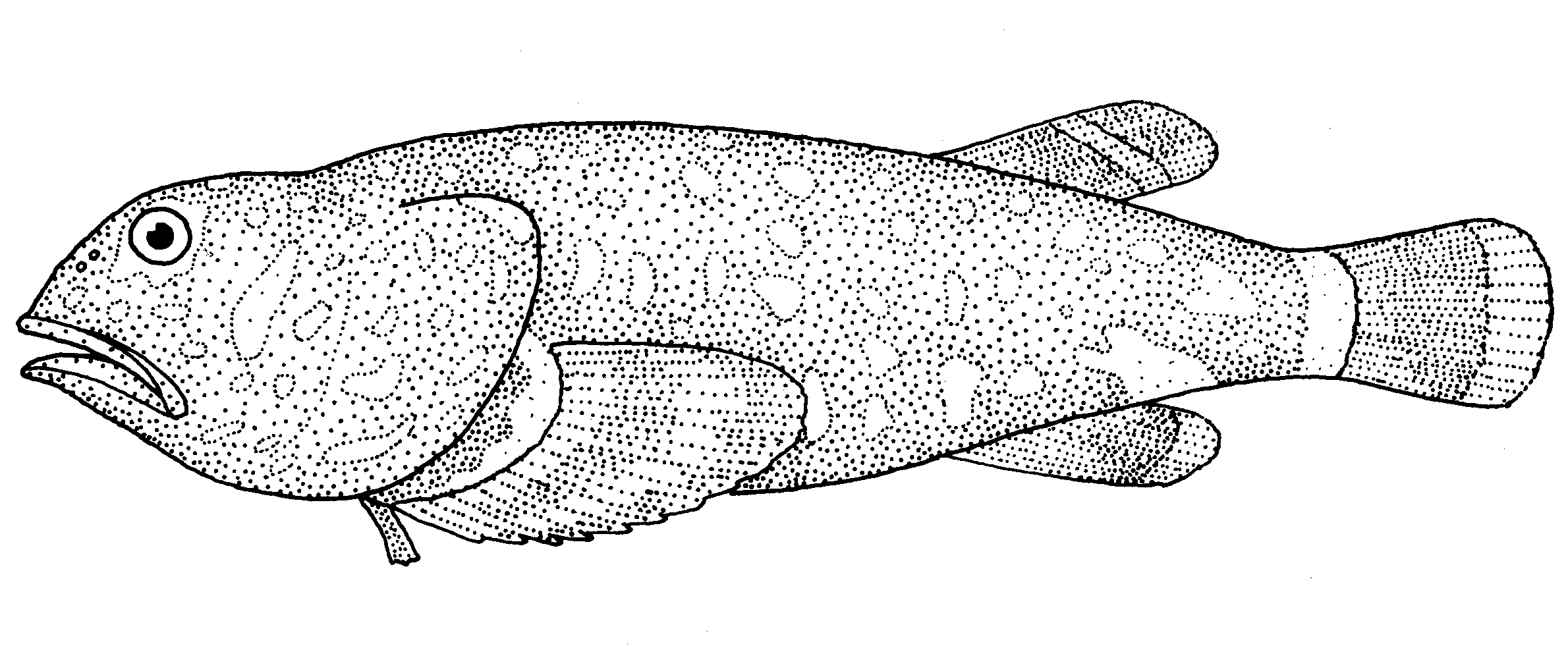
Neophrynichthys latus

Els psicrolútids (Psychrolutidae) són una família de peixos teleostis de l'ordre Scorpaeniformes, distribuïts pels oceans Atlàntic, Índic i Pacífic. Es coneixen com a caps grossos.

## Gèneres
Existeixen 42 espècies agrupades en 9 gèneres: 
- Gènere Ambophthalmos (Jackson i Nelson, 1998)
  - Ambophthalmos angustus (Nelson, 1977)
  - Ambophthalmos eurystigmatephoros (Jackson i Nelson, 1999)
  - Ambophthalmos magnicirrus (Nelson, 1977)
- Gènere Cottunculus (Collett, 1875)
  - Cottunculus granulosus (Karrer, 1968)
  - Cottunculus gyrinoides (Weber, 1913)
  - Cottunculus konstantinovi (Myagkov, 1991)
  - Cottunculus microps (Collett, 1875)
  - Cottunculus nudus (Nelson, 1989)
  - Cottunculus sadko (Essipov, 1937)
  - Cottunculus spinosus (Gilchrist, 1906)
  - Cottunculus thomsonii (Günther, 1882)
  - Cottunculus tubulosus (Byrkjedal i Orlov, 2007)
- Gènere Dasycottus (Bean, 1890)
  - Dasycottus japonicus (Tanaka, 1914)
  - Dasycottus setiger (Bean, 1890)
- Gènere Ebinania (Sakamoto, 1932)
  - Ebinania australiae (Jackson i Nelson, 2006)
  - Ebinania brephocephala (Jordan i Starks, 1903)
  - Ebinania costaecanariae (Cervigón, 1961)
  - Ebinania macquariensis (Nelson, 1982)
  - Ebinania malacocephala (Nelson, 1982)
  - Ebinania vermiculata (Sakamoto, 1932)
- Gènere Eurymen (Gilbert i Burke, 1912)
  - Eurymen bassargini (Lindberg, 1930)
  - Eurymen gyrinus (Gilbert i Burke, 1912)
- Gènere Gilbertidia (Berg, 1898)
  - Gilbertidia dolganovi (Mandrytsa, 1993)
  - Gilbertidia ochotensis (Schmidt, 1916)
  - Gilbertidia pustulosa (Schmidt, 1937)
- Gènere Malacocottus (Bean, 1890)
  - Malacocottus aleuticus (Smith, 1904)
  - Malacocottus gibber (Sakamoto, 1930)
  - Malacocottus kincaidi (Gilbert i Thompson, 1905)
  - Malacocottus zonurus (Bean, 1890)
- Gènere Neophrynichthys (Günther, 1876)
  - Neophrynichthys heterospilos (Jackson y Nelson, 2000)
  - Neophrynichthys latus (Hutton, 1875)
- Gènere Psychrolutes (Günther, 1861)
  - Psychrolutes inermis (Vaillant, 1888)
  - Psychrolutes macrocephalus (Gilchrist, 1904)
  - Psychrolutes marcidus (McCulloch, 1926)
  - Psychrolutes marmoratus (Gill, 1889)
  - Psychrolutes microporos (Nelson, 1995)
  - Psychrolutes occidentalis (Fricke, 1990)
  - Psychrolutes paradoxus (Günther, 1861)
  - Psychrolutes phrictus (Stein i Bond, 1978)
  - Psychrolutes sigalutes (Jordan i Starks, 1895)
  - Psychrolutes sio (Nelson, 1980)
  - Psychrolutes subspinosus (Jensen, 1902)